# Ноттингемский замок
Ноттингемский замок (англ. Nottingham Castle) — замок в городе Ноттингем английского графства Ноттингемшир, расположенный на естественной возвышенности высотою около 40 м, известной как «Замковая скала»; первоначально построенное деревянное строение было возведено на этом месте в 1068 году по приказу Вильгельма Завоевателя; в Средние века стал крупной крепостью и королевской резиденцией; пришёл в упадок к XVI веку и был сильно разрушен в ходе гражданской войны в Англии, в 1649 году.